# Cheilotrichia (Empeda) aklavikensis
Cheilotrichia (Empeda) aklavikensis is een tweevleugelige uit de familie steltmuggen (Limoniidae). De soort komt voor in het Nearctisch gebied.